# سليم محمد أمين الأصيل
سليم محمد أمين الأصيل (1914 - 1980م) هو ضابط ثوري، تخرج من الكلية الحربية في حمص، وعُيّن ضابطاً في جيش الشرق الفرنسي. حارب مع الفيشيين ضد الديغوليين، ثم التحق بفوج المشاة السادس بدير الزور، وكان أول من رفع العلم السوري في البوكمال بتاريخ 25 مايو عام 1945، وأعلن العصيان على الفرنسيين، وانضمَّ إليه الشيشكلي والقدسي وشكل حكومة محلية برئاسته. شارك في حرب فلسطين وحرب الإنقاذ بقيادة فوزي القاوقجي، وأحيل للتقاعد بعد انقلاب الشيشكلي فعمل ضابطاً في الحرس السعودي، ثم أعيد بعد عودة القوتلي وأحيل للتقاعد برتبة عقيد زمن الوحدة.